# 크라니아강
크라니아강(Craniata, 이전에는 Craniforma)은 기원이 캄브리아기까지 거슬러 올라기며, 아직 일부 종이 현존하는 완족동물 강의 하나이다. 캄브리아기와 오르도비스기 동안에 아주 풍부했던 크라니아류는 해양 동물 속의 약 60%가 사라진 상태에서 대량 멸종으로 이어진 오르도비스기 후기 빙하기 이후 감소했다.

## 하위 분류
- 크라니아목 (Craniida)
  - 크라니아과 (Craniidae)
- † Craniopsida
  - † Craniopsidae
- † Trimerellida
  - † Trimerellida
  - † Trimerellidae
  - † Adensuidae
  - † Ussuniidae